# 沃尔弗施塔特
沃尔弗施塔特是德国巴伐利亚州的一个市镇。总面积30.70平方公里，总人口1109人，其中男性577人，女性532人（2011年12月31日），人口密度36人/平方公里。